# François Denis Tronchet
Pour les articles homonymes, voir Tronchet.
François Denis Tronchet né le 23 mars 1726 à Paris et mort dans la même ville le 10 mars 1806 est un jurisconsulte et homme politique français.
Après de longues études, il devient avocat au Parlement de Paris en 1745, et cela pendant plus de 40 ans. Député aux États généraux de 1789, défenseur de Louis XVI lors de son procès, président de la commission de rédaction du Code civil en 1804, François Denis Tronchet joua un rôle déterminant, à plusieurs reprises, lors de la Révolution française. Il fut l'un des rédacteurs du Code civil avec Portalis, Maleville et Bigot de Préameneu.
Sous l'Empire, il est honoré par Napoléon Ier qui le nomme premier président de la Cour de cassation et sénateur.

## Biographie

### Les débuts de Tronchet et son ascension sociale
François Denis Tronchet, qui était dernier bâtonnier de l'ordre des avocats, avait réussi, depuis sa prestation de serment en 1745, à parvenir aux plus hautes distinctions ordinales. Les vecteurs de son ascension sont multiples et grâce à cela, les événements de la Révolution Française ne l'ont pas emporté avec elle.

#### La formation d'une éminence du barreau
Son père Charles Tronchet était procureur au Parlement de Paris. Ainsi, il était chargé d'accompagner les plaideurs dans leurs procédures ; mais, les procureurs ne plaidaient pas - sauf les affaires sommaires - et s'occupaient seulement de réaliser les actes écrits nécessaires aux progrès de l'affaire devant les juridictions. Le milieu familial de François Denis Tronchet appartenait à cette société, la « basoche », cœur de la bourgeoisie traditionnelle parisienne.
Son père a peut-être transmis à François Denis, son fils unique, ce savoir pragmatique jusqu'à sa mort en 1748,.
Tronchet fut avocat à 19 ans : il prêta serment en 1745. Ainsi, le fils avocat avait dépassé le père, procureur, et ce, peu de temps avant sa mort. Les procureurs restaient alors séparés des avocats par une distance sociale qui s'était pourtant atténuée au XVIIIe siècle,,.
Également, Tronchet a étudié avec soin tous les droits existant à cette époque. Après la réforme de 1679, le droit canon et le droit civil, qui comprend essentiellement le droit romain, restent les principales matières enseignées : le droit civil, en particulier, passe pour un modèle de rigueur,.
Élu de Paris aux États généraux le 13 mai 1789 et siégeant au sein du tiers état, il s'opposa d'abord à la transformation de ceux-là en Assemblée nationale constituante, mais finit par y accepter des responsabilités.

#### Son ascension sociale pendant la Révolution Française
La Révolution a fait passer la France d'une société d'ordre et de privilège à une société d'individus - citoyens. En effet, la Révolution puis l'Empire ont complètement modifié le fonctionnement de la société française. François Denis Tronchet faisait partie des gagnants de cette période de bouleversement, comme en témoignent ses passeports et une partie de sa correspondance. Effectivement, en l'an VII, c'est à un membre du Corps législatif, incarnant une parcelle de la souveraineté nationale, que l'administration délivre son passeport.

### Tronchet, avocat au travail: entre tradition et modernité
La pensée du jurisconsulte se caractérise principalement par le pragmatisme et par l'attachement à la tradition juridique. Le pragmatisme s'explique par les nécessités de sa pratique professionnelle, qui sont de donner satisfaction à ses clients dans le but de leur convenir aux questions qu'ils posent. Donc, c'est la tradition qui semble rapprocher Tronchet de la modernité révolutionnaire. En effet, c'est du droit naturel, ou du moins, une relecture pragmatique de ce droit, que semble provenir le concept de liberté naturelle qui apparaît dans la consultation no 581, datée du 16 septembre 1774, et surtout dans la consultation no 1496, datée du 15 août 1784 ; la tradition du droit romain a en effet pu soutenir que tous les hommes sont libres : l'esclavage étant seulement une institution du droit des gens réglant les conditions de la guerre et de la paix. En revanche, les références précises aux théoriciens du droit naturel moderne sont pratiquement absentes des consultations, ce qui n'est pas étonnant étant donné la faible pénétration des idées de l'École du droit de la nature et des gens en France. On peut faire l'hypothèse que sa formulation du droit naturel est liée, à l'époque, à la théorie néo - romaine de la liberté qui avait déjà été développée sous le protectorat de Cromwell, en Angleterre, en 1656 par Nedham et Harrigton. Cette idée rejoint celle qui a été développée par les historiens du droit naturel, et notamment Dan Edelstein, selon lequel la pensée du droit naturel a, au XVIIIe siècle, été vulgarisée à travers le modèle de la République romaine, qui s'appuie sur des lois fondamentales prenant leurs sources dans la tradition. Les références à la république et à l'amour de la patrie sont assez courante dans le monde judiciaire au début du XVIIIe siècle, particulièrement dans le monde des parlementaires jansénistes, dont Tronchet n'était pas très éloigné. Elles vont de pair avec l'idée d'un nécessaire retour aux lois naturelles dont une monarchie « despotique » aurait provoqué l'oubli.

### La pensée d'un jurisconsulte de l'école française classique
François Denis Tronchet fait une liste de divers normes applicables relative au droit commun dans sa consultation No 1461 : 
Pour bien fixer le droit commun, il faut consulter : 
1. la raison ;
2. les coutumes ;
3. les sentiments des auteurs ;
4. la jurisprudence.

Il cite tout d'abord la « raison », qui désigne peut être le droit romain ou « raison écrite ». Ce dernier s'applique au droit des obligations et des contrats. Puis, il mentionne le droit coutumier, qui régit le droit successoral et les questions touchant aux droits seigneuriaux. Viennent ensuite « les sentiments des auteurs », c'est-à-dire la doctrine, et, enfin  « la jurisprudence », c'est-à-dire les décisions des cours et des tribunaux dans des affaires passées. Le droit canon, qui régit alors les questions ecclésiales et le droit matrimonial, n'est pas mentionné. Dans cette consultation, il est saisissant de constater que les édits et les ordonnances royales ne sont pas nommés. Seules les normes créées par les hommes de loi - la doctrine et la jurisprudence - et celles qui ont été élaborées en dehors, à côté ou indépendamment du pouvoir - à savoir la raison et la coutume - sont invoquées. Il semble donc que Tronchet ait été attaché à un droit d'autorité, c'est-à-dire un droit de docteurs, un droit construit par les savants et les praticiens, plutôt qu'à un droit autoritaire, imposé par le pouvoir public utilisant le procédé utilisant le procédé de la législation.

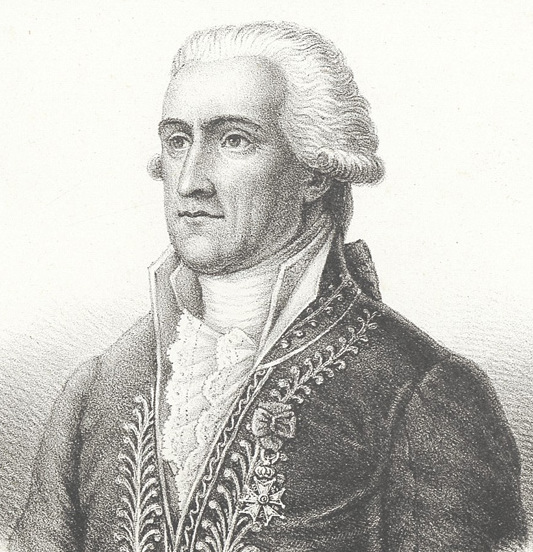
Auguste Bry, François Denis Tronchet, gravure (XIXe siècle).

### Tronchet, le défenseur et la défense du roi, entre légendes et politique
Trois ans et demi après avoir été élu de Paris aux États généraux, il accepta de participer à la défense de Louis XVI, lors de son procès devant la Convention nationale, en décembre 1792 et janvier 1793, à la suite duquel il cessa ses consultations pendant quelques mois et dut peut-être se cacher. En effet, François Denis Tronchet qui est sorti de l'arène politique à la séparation de la Constituante en septembre 1791 est, à partir de 1792, redevenu avocat, ou, pour reprendre l'expression de cette époque « défenseur officieux ». Il recommença à donner des consultations, et à renouer des contacts avec ses anciens confrères. Sa participation au procès du roi Louis XVI contribua à sa légende. Car il fut, sous la Restauration, décrit comme un héros, avec également ses confrères Malesherbes et de Sèze. Par la suite, sous le second Empire, il devint l'une des figures les plus encensées par les magistrats dans leurs discours de rentrée des juridictions d'appel ou de cassation. Ces deux aspects du personnage ont pu brouiller la compréhension de la façon dont il a agi au moment du procès du roi.

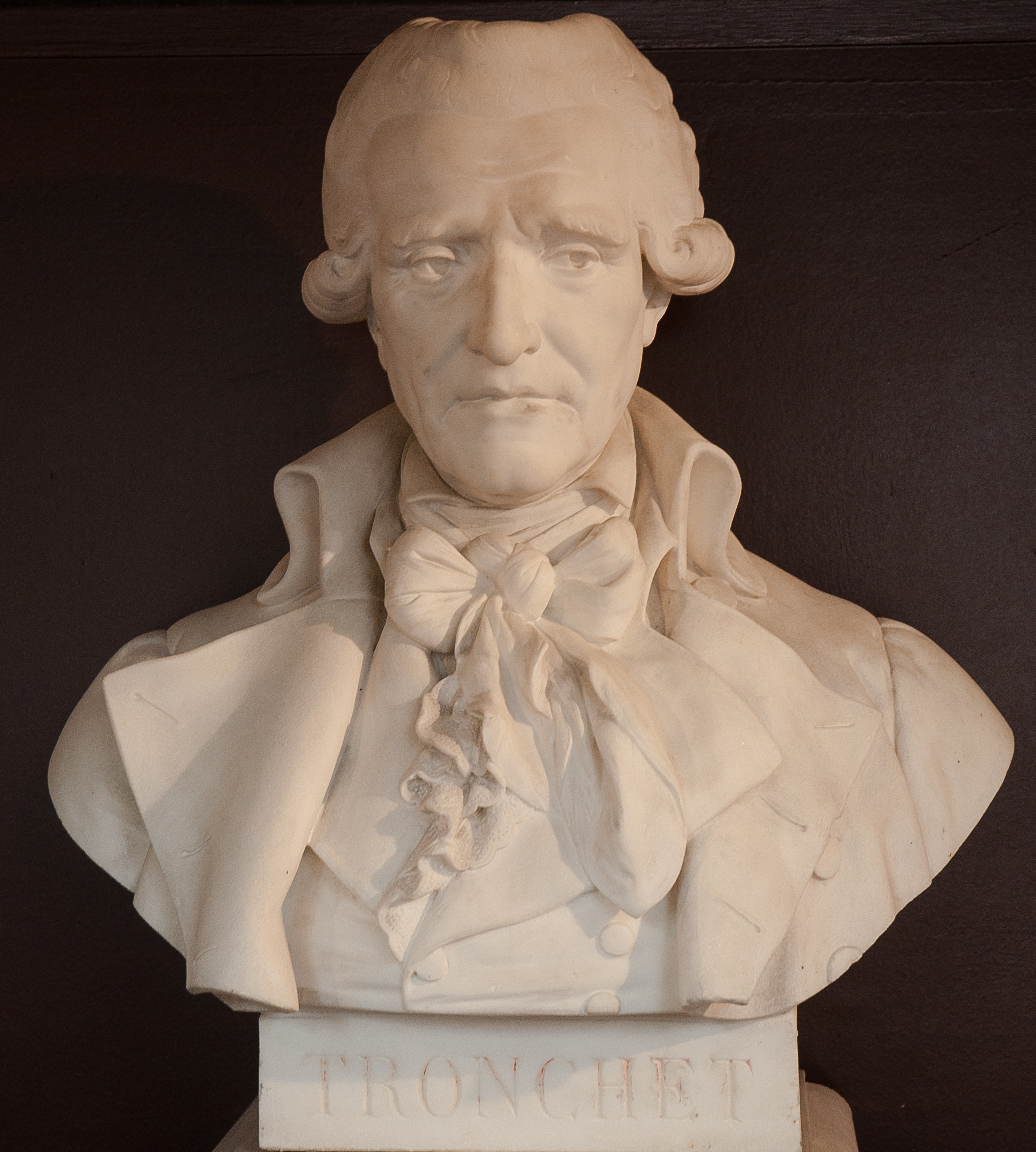
Buste de François Denis Tronchet (XIXe siècle), Versailles, salle du Jeu de paume.

Alors que Target avait refusé de défendre Louis XVI sous divers prétextes, notamment son âge, ses maux de nerfs, ses douleurs de tête, et ses étouffements qui duraient depuis quinze ans,, Tronchet accepta de se joindre à la défense du souverain destitué. Pourtant, sa lettre d'acceptation témoignait de quelques réticences vis-à-vis des monarchistes. Sans affirmer explicitement son soutien à la République, il y précisait qu'il était toujours resté : 
« entièrement étranger à la Cour, avec laquelle il n'avait jamais eu de relation directe ou indirecte » 
Cette affirmation est plus politique qu'exacte car Tronchet n'avait pas cessé de fréquenter des personnes de la Cour, qui faisaient partie de sa clientèle ; s'il n'était certainement pas un homme de cour, il n'était pas resté sans contact avec Louis XVI notamment après l'arrestation du roi à Varennes, où il a été l'un des émissaires de la Constituante auprès du roi. En fait, il resta vraisemblablement en relation avec le souverain jusqu'au 10 août 1792, puisque dans les archives d'Étienne de Joly, ministre de la justice au 10 août 1792, saisies en 1793 lors d'une perquisition par le Comité de salut public, son nom figurait, avec Camus, Rabaut et Fréteau sur une liste de personnes pouvant être appelées auprès du roi pour le conseiller. Pour éviter toute critique quant à sa rémunération éventuelle dû au fait qu'il défend le roi, il souligne tout à la fin de sa missive : 
« je n'accepterait aucun témoignage de reconnaissance de qui que ce soit sur la terre »
signifiant dans ce propos qu'il refuserait toute rémunération, même de l'ancien roi. Puis, pour souligner ses réticences, il expliquait qu'il ne s'attendait pas à se voir « arracher au fond de sa campagne à la retraite absolue à laquelle il s'était voué »,. Également, il insistait, pour mieux s'en exonérer, sur  le rôle passif qu'il jouerait dans cette défense, c'est-à-dire un rôle réduit à être qu'un « organe passif » de l'accusé et elle devenait « forcée » dans la circonstance. Non pas forcée au sens où Tronchet serait contraint, mais plutôt parce qu'il se voyait appelé de manière publique, et qu'un refus de sa part équivaudrait à un préjugement de culpabilité, lequel serait « téméraire avant tout examen et barbare après cet examen »  selon lui. Un refus public de sa part après examen des pièces aurait constitué un signe pour l'opinion publique que Louis XVI était coupable, et aurait gêné sa défense. Défendre le roi relevait aussi pour le juriste d'une conviction profonde, celle de l'indispensable nécessité du rôle de l'avocat dans la procédure pénale mais aussi, celles de l'autonomie des principes fondamentaux du droit par rapport aux exigences circonstancielles de la politique. En outre, elle n'était pas déshonorante. La participation à la défense du roi était, même à cette époque, perçue comme un honneur par bien des citoyens qui se proposaient spontanément de l'assurer. Ainsi, le 13 décembre 1792, Chenard[Lequel ?], citoyen de Paris, demeurant rue Boucher au numéro 32, écrit au président de la Convention nationale qu'il « ose briguer la faveur de défendre Louis XVI » , ce qui à ses yeux constitue l'honneur suprême et il déclare : 
« Démontrer à mes concitoyens, et à l'Europe entière, que le bonheur de la nation française fut toujours l'objet des tendres sollicitudes de l'infortuné Louis, telle est, citoyen président, la tâche que je m'imposerai, et que d'avance je trouve facile à remplir » ,,
De même, Giroust, ancien avocat, offre, le 19 décembre 1792, de défendre le roi.
Son retrait ne dura guère et il ne tarda pas à ouvrir un cabinet d'avocat à Paris et ne fut plus inquiété.
Durant le Consulat, François Denis Tronchet multiplia les activités : président du Tribunal de cassation, membre du Conseil des Anciens de 1800 à 1804, sénateur de la Somme en 1801.

### Tronchet et la rédaction du Code civil
Napoléon Bonaparte le désigne, avec d'autres juristes éminents, pour préparer, de 1800 à 1804, le Code civil des Français, dit « Code Napoléon », aux côtés de Portalis, Bigot de Préameneu et Maleville, sous la direction de Cambacérès. Il déclara à ce sujet : 
« Le Code civil doit faire cesser cette diversité, qui semblait diviser la France en plusieurs nations ; mais comme il ne s'agit pas de rompre les habitudes des Français, et que le législateur est réduit, il a semblé juste de préférer les habitudes les plus universelles, qui sont celles des pays coutumiers »,
L'histoire du Code civil est devenue très complexe, car elle est saturée par la multiplicité des interprétations. Par ailleurs, cet événement a été observé au travers de plusieurs instances : l'histoire politique, l'histoire du droit et celui des juristes.
Il ne soutient guère le divorce mais doit s'incliner.
En l'an IX, Tronchet préside une commission chargée d'étudier la question de la saisine du Sénat par les citoyens, saisine qui est rejetée au nom d'une stricte application de la Constitution. Il fait partie, avec Sieyès, Lanjuinais et Garat, des têtes de file de l'opposition sénatoriale à l'établissement de l'hérédité du Consulat.

### Tronchet et l'élaboration de lois
Tronchet participa à l'élaboration d'un grand nombre de lois, concernant l'hérédité, les enfants légitimes et illégitimes ; il était partisan de la division à parts égales entre enfants dans les successions. Il fut à l'origine du droit hypothécaire et de la plupart des lois municipales[pas clair].

## Hommages, postérité
- Ses cendres sont transférées au Panthéon de Paris le 17 mars 1806[32].
- Son nom est attribué à la rue Tronchet du 8e arrondissement de Paris, et de nombreuses rues Tronchet existent comme dans le 6e arrondissement de Lyon ou bien à Villers-Cotterêts (Aisne).
- Sa mémoire est honorée par une statue figurant rue de Rivoli sur la façade de l'hôtel de ville de Paris, exécutée en 1882 par Vital Gabriel Dubray.
- André-Henri Torcheux a sculpté son buste en bronze à Palaiseau ; ce monument est situé derrière la mairie, son ancienne propriété.
- Une statue le représentant réalisée par Hippolyte Ferrat est située dans le jardin public de l'Évêché à Lisieux[33].
- Une statue de Tronchet orne le salon Casimir-Perier du palais Bourbon à Paris.